# Oxalis campanensis
Oxalis campanensis är en harsyreväxtart som beskrevs av A. Lourteig. Oxalis campanensis ingår i släktet oxalisar, och familjen harsyreväxter. Inga underarter finns listade i Catalogue of Life.